# João Zaiden
João Victor Zaiden, mais conhecido como João Zaiden é um lutador brasileiro de Jiu-jitsu e MMA, residente da cidade de Colina, SP.

## Carreira no Jiu-Jitsu
Iniciou seus treinos na Abe Combat Club Jiu-Jitsu (ACC Jiu-Jitsu) na cidade de Colina – SP, desde o inicio de seus treinos competia em pequenos campeonatos regionais. Já no ano de 2011 ele se juntou também a equipe Luciano Cardoso Team, onde também competiu em campeonatos regionais, e no mesmo ano também passou a competir pela Lotus Club e se filiou a CBJJE, competindo pela primeira vez na seletiva do campeonato estadual, onde foi campeão, porém ele não pode comparecer no campeonato  estadual .
No mesmo ano lutou o campeonato brasileiro de jiu-jitsu , o mundial de jiu-jitsu da cbjje e também lutou o Pan-americano de Jiu-Jitsu da CBJJE onde ele conseguiu medalha de prata .
Em 2012 João Zaiden enfrentou novamente a Seletiva do campeonato estadual onde ele foi campeão em seu peso e Vice-Campeão na categoria absoluto, e desta vez ele foi ao Campeonato estadual no qual ele foi campeão.João no ano de 2013 esteve em gramados e foi campeão no peso na seletiva do Abu Dhabi Pro.

## Carreira no MMA
No inicio final do ano de 2011 João já estava treinando para uma luta de MMA porém não tinha planos de fazer uma luta ainda, até que no inicio de 2012 teve sua luta de estreia marcada para 19 de maio  na cidade de Araçatuba no evento Gladiador Fight III para enfrentar outro estreante chamado Wanderson Luiz. João Zaiden venceu a luta no segundo round finalizando com um triangulo invertido. 
Pouco tempo depois de sua estreia no MMA lhe foi avisa já a data de sua segunda luta marcada para 20 de julho  no evento Map Fight . João Zaiden Lutou no dia 20 contra Lucas Cisco, João venceu finalizando com um triangulo no primeiro round.
No dia 18 de Agosto no evento Gladiador Fight IV, João Zaiden lutou com Wiliam 'Cowboy' e venceu no primeiro round por nocaute técnico.
No dia 15 de setembro de 2012 João no Evento Barra Ultimate Fight enfrentou o Atleta Glauber "bomba", João encaixou um triangulo no começo do primeiro round, vencendo assim sua quarta luta.
No dia 15 de Junho de 2013 João Zaiden enfrentou e venceu no evento Sangue No Olho Fight Championship (SOFC) em Bebedouro o atleta Léo "Maguila". Durante o primeiro round João encaixou um perfeito Arm Lock (chave de braço) que já estava bem encaixado, o atleta Léo Maguila na tentativa de escapar aplicou 3 bate-estacas (golpe ilegal no evento) em João, sendo assim desclassificado do evento.No dia 10 de agosto de 2013 João enfrentou no evento MAP Fight 2 o atleta Rogério Felix e finalizou no primeiro round com uma chave de braço e ganhou o prêmio de melhor finalização da noite. Em novembro de 2013 na cidade de Curitiba enfrentou Eliabe Carvalho da Silva, João finalizou no primeiro round com um triangulo. Em sua cidade natal, no dia 13 de setembro de 2014, houve o primeiro evento de MMA de Colina-SP na qual ele enfrentou na luta principal da noite, na categoria acima de 93Kg, José Augusto Lima ; João venceu por finalização (triangulo).

## Cartel no MMA
| Resultado | Cartel | Oponente                 | Método                                | Evento                                      | Data                   | Round | Local                | Notas                                 |
| --------- | ------ | ------------------------ | ------------------------------------- | ------------------------------------------- | ---------------------- | ----- | -------------------- | ------------------------------------- |
| Vitória   | 8-0    | José Augusto Lima        | Finalização (triangulo)               | Colina Fight                                | 13 de setembro de 2014 | 1     | Colina               |                                       |
| Vitória   | 7-0    | Eliabe Carvalho da Silva | Finalização (Triangulo)               | Itaperucu Fight Combat : Brazil vs Paraguay | 9 de novembro de 2013  | 1     | Curitiba             |                                       |
| Vitória   | 6-0    | Rogério Felix            | Finalização (Chave de braço)          | Map Fight 2                                 | 10 de julho de 2013    | 1     | Monte Azul Paulista  | Prêmio de Melhor finalização da noite |
| Vitória   | 5-0    | Léo Maguila              | Desclassificação (bate-estaca ilegal) | Sangue no Olho Fight Championship 9         | 15 de junho de 2013    | 1     | Bebedouro            |                                       |
| Vitória   | 4-0    | Glauber Bomba            | Finalização (Triângulo)               | Barra Ultimate Fight                        | 15 de setembro de 2012 | 1     | São Joaquim da Barra |                                       |
| Vitória   | 3-0    | Wiliam Cowboy            | Nocaute Técnico(socos)                | Gladiador Fight IV                          | 18 de agosto de 2012   | 1     | Araçatuba            |                                       |
| Vitória   | 2-0    | Lucas Cisco              | Finalização ( Triângulo)              | Map Fight                                   | 20 de julho de 2012    | 1     | Monte Azul Paulista  |                                       |
| Vitória   | 1-0    | Wanderson Luiz           | Finalização (Triângulo Invertido)     | Gladiador Fight III                         | 19 de maio de 2012     | 2     | Araçatuba            | luta de estreia                       |